# Макалистер, Кайла
Кайла Макалистер (англ. Kayla McAlister, родилась 6 августа 1988) — новозеландская регбистка, нападающая; серебряный призёр летних Олимпийских игр 2016 года в составе сборной Новой Зеландии по регби-7, чемпионка мира по регби-7 2013 года.

## Биография

### Семья
По происхождению из маорийского иви Те Ати Ава. Отец — Чарли Макалистер, игрок в регбилиг (выступал за австралийский клуб «Ньюкасл Найтс», английские «Брэдфорд энд Бингли», «Олдем» и «Шеффилд Иглз»), ныне регбийный тренер в провинции Манавату. Мать — Триш Макалистер, игрок в нетбол. Брат — Люк Макалистер, регбист, известный по выступлению за сборную Новой Зеландии по регби-15 (30 матчей с 2005 по 2011 годы). Встречается с регбистом Пита Аки, выступающим за клуб «Блюз» и сборную Новой Зеландии по регби-7.

### Игровая карьера
Кайла начинала свою спортивную карьеру в нетболе, наиболее популярном женском виде спорта в Новой Зеландии. Выступала за клуб «Норзерн Мистикс», в составе которого вышла в финал чемпионата АНЗ в 2011 году, и за национальную сборную. Напарницей Кайлы по команде была Портия Вудман, также ставшая регбисткой. До 2014 года Кайла Макалистер также работала в Министерстве юстиции Новой Зеландии на высокопоставленной должности. В 2012 году Кайла в рамках программы «Go4Gold», направленной на подготовку сборной Новой Зеландии по регби-7 к выступлениям в Рио-де-Жанейро на первом олимпийском турнире и борьбе там за победу, попала в лагерь подготовки регбисток. Влияние на решение играть в регби оказали и отец Кайлы, и её именитый брат Люк. В тренировочном лагере, по словам Кайлы, кандидатам в сборную ставили такие требования, какие были сопоставимы разве что с требованиями к солдатам вооружённых сил.
Дебютом Кайлы стало выступление на чемпионате Океании по регби-7 в 2012 году. В первом сезоне Мировой серии она занесла рекордные 20 попыток, а сборная выиграла три из четырёх этапов (заняла 4-е место на 2-м этапе). В 2013 году сборная выиграла чемпионат мира в России, победив канадок в финале 29:12, а Макалистер отметилась попыткой в той встрече. В том же году признана лучшей молодой регбисткой мира в регби-7.
В сезоне 2013/2014 Новая Зеландия выиграла второй раз Мировую серию, победив в решающем матче на последнем этапе австралиек 29:12 благодаря попытке Макалистер — тем самым новозеландки выиграли три этапа в серии. Была среди кандидатов на приз лучшего игрока по регби-7, но уступила австралийке Эмили Черри. Из-за травмы шеи не сыграла на первом этапе нового сезона Мировой серии в Дубае. В марте 2015 года вернулась в сборную на второй этап Мировой серии в Сан-Паулу. Сборная выиграла четыре из шести этапов и завоевала снова титул чемпионок Мировой серии. В сезоне 2015/2016 Кайла снова пропустила стартовые матчи из-за травмы ноги, на этапе в Сан-Паулу отметилась двумя попытками в четвертьфинале и двумя в полуфинале (поражение от Канады остановило новозеландок на пути к победе). Сыграла на заключительном этапе во Франции, по итогам сезона набрала в 86 играх 405 очков благодаря 81 попытке.
На Олимпиаде в Рио-де-Жанейро Кайла была включена в заявку сборной. Она набрала 35 очков в семи попытках: две против Кении, две против Испании, одна против Франции (все — групповой этап) и две против Австралии (в финале). Новозеландки проиграли австралийкам 24:17 и стали серебряными призёрами Игр.

## Достижения
- Победительница Мировой серии по регби-7: 2012/2013, 2013/2014, 2014/2015
- Серебряный призёр летних Олимпийских игр по регби-7: 2016
- Чемпионка мира по регби-7: 2013
- Лучшая молодая регбистка года по версии IRB в регби-7: 2013[13]